# Cerianthula lauriei
Cerianthula lauriei är en korallart som beskrevs av Eugène Leloup 1964. Cerianthula lauriei ingår i släktet Cerianthula och familjen Botrucnidiferidae. Inga underarter finns listade i Catalogue of Life.